# Urban III.
Urban III. (latinsky Urbanus), rodným jménem Uberto Crivelli (asi 1120 – 20. října 1187) byl papež v letech 1185–1187.

## Život
Díky svému předchůdci, papeži Luciovi III. se stal arcibiskupem a kardinálem v Miláně. Když 25. listopadu 1185 nastoupil do úřadu papeže, energicky pokračoval ve sporech, které měl Lucius III. s římsko-německým císařem Fridrichem I. Barbarossou, včetně stálého sporu o nástupnictví na územích hraběnky Matyldy Toskánské. Dokonce i když již byl papežem, stále držel úřad milánského arcibiskupa, z jehož moci nepřipustil korunovaci syna Fridricha I. Jindřicha italským králem, který byl ženatý s Konstancií, dědičkou Sicilského království. Zatímco Jindřich z jihu spolupracoval s rebelujícím římským senátem, Fridrich I. Barbarossa zablokoval na severu alpské cesty, čímž odřízl papeže (který sídlil ve Veroně) a jeho přívržence v německých zemích. Urban III. reagoval tím, že císaře exkomunikoval, ale obyvatelé Verony se proti tomu vzbouřili, proto papež ustoupil až k Ferraře a cestou zemřel. Jeho nástupcem se stal Řehoř VIII. Urban III. údajně zemřel poté, co se dověděl o katastrofální porážce křesťanské jeruzalémské armády od muslimů v bitvě u Hattínu.

## Odkazy

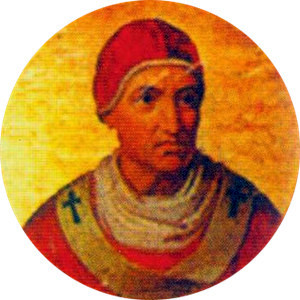
Portrét papeže Urbana III. v bazilice sv. Pavla za hradbami